# Cruzeiro (Belém)

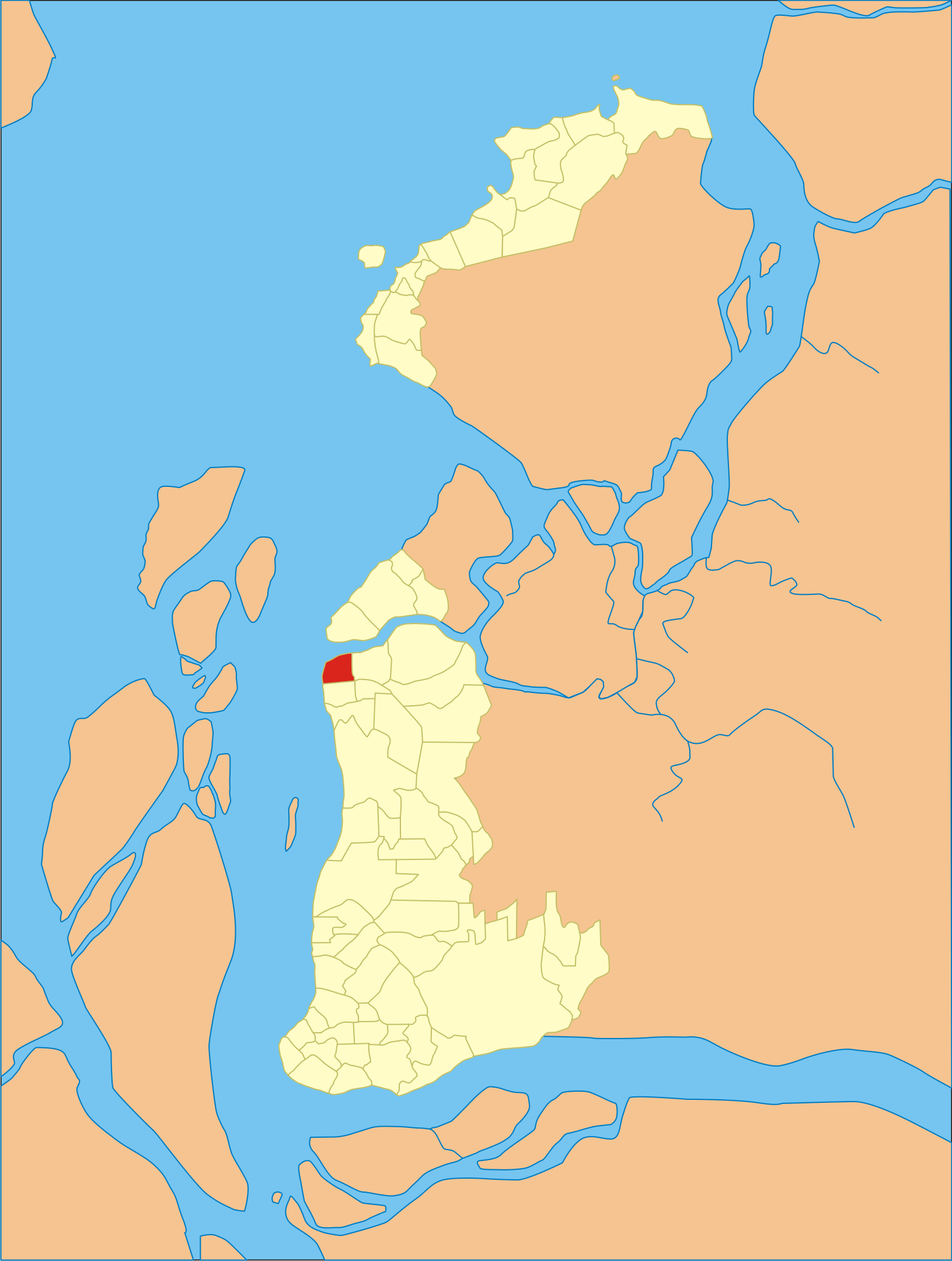
Localização do bairro do Cruzeiro em Belém do Pará

Cruzeiro é um bairro da cidade brasileira de Belém localizado no Distrito Administrativo de Icoaraci (DAICO) no estado do Pará, vizinhos do bairros Ponta Grossa e Campina.
Compreende a parte central do Distrito de Icoaraci, a partir do trapiche de onde mercadorias como peixe, farinha, e açaí são descarregadas para serem vendidas no Mercado Municipal de Icoaraci. É também no bairro do Cruzeiro que fica a sede da Agência Distrital de Icoaraci, assim como o Cartório de Notas e Ofícios, o Fórum de Icoaraci entre outros órgãos administrativos, além de agências bancárias, um variado centro comercial com lojas de departamentos, clínicas e laboratórios. A Igreja Matriz de São João Batista fica no bairro, para onde segue a romaria anual, o Círio local de Nossa Senhora das Graças comemorado todo mês de novembro.
Há também no bairro, a Praia do Cruzeiro com seus quiosques, e restaurantes que se estendem ao longo da orla, passando pelo anfi-teatro, contornando a Praça do Pontão (onde existe a edificação que dá nome ao bairro) com suas barraquinhas de venda de água de coco, chegando a pequena Igreja de São Sebastião cuja praça, com o mesmo nome, abriga um simpático centro de venda de vasos indígenas em cerâmica, até o trapiche, de onde se tem a travessia para a bucólica Ilha de Cotijuba, enquanto mais adiante, está o porto de travessia para Ilha do Marajó.

## Ruas e avenidas
- Rua Siqueira Mendes (1ª Rua)
- Rua Manoel Barata (2ª Rua)
- Rua Padre Júlio Maria (3ª Rua)
- Rua Quinze de Agosto (4ª Rua)
- Rua Coronel Juvêncio Sarmento (5ª Rua)
- Rua Santa Izabel (6ª Rua)
- Rua Dois de Dezembro (7ª Rua) :rua da balça para o outeiro
- Avenida Dr. Lopo de Castro (Antiga Travessa Cristóvão Colombo)
- Travessa Pimenta Bueno
- Travessa Santa Rosa